# Afroanthracites
Afroanthracites is een geslacht van rechtvleugeligen uit de familie sabelsprinkhanen (Tettigoniidae). De wetenschappelijke naam van dit geslacht is voor het eerst geldig gepubliceerd in 2013 door Hemp & Ingrisch.

## Soorten
Het geslacht Afroanthracites omvat de volgende soorten:
- Afroanthracites montium Sjöstedt, 1910
- Afroanthracites usambaricus Sjöstedt, 1913